# Ayuntamiento de Warrington
El ayuntamiento de Warrington se encuentra en la ciudad de Warrington, Cheshire, Inglaterra. Consta de una casa, originalmente denominada Bank Hall, flanqueada por dos alas de servicio adosadas en ángulo recto con la casa, una a cada lado. La casa y las alas de servicio están registradas en la Lista del Patrimonio Nacional de Inglaterra como Grado designado Enumeré los edificios. Al estar en esa parte de la ciudad al norte del río Mersey, la casa se encuentra dentro del condado histórico de Lancashire. El historiador de la arquitectura Nikolaus Pevsner la declaró "la mejor casa de su fecha en el sur de Lancashire".

## Historia
Bank Hall fue construido en 1750 para Thomas Patten. El arquitecto fue James Gibbs y es probable que fuera el último edificio importante de su diseño que se completó en su vida. Cuando se construyó, se encontraba en campo abierto al norte de la ciudad de Warrington. La familia Patten eran comerciantes importantes en la ciudad. El padre de Thomas había hecho navegable la parte baja del río Mersey desde Runcorn hasta Bank Quay, Warrington, y había establecido una fábrica de fundición de cobre en Bank Quay. En 1870 , John Wilson-Patten, primer barón Winmarleigh, vendió al ayuntamiento de Warrington por 9000 libras esterlinas (equivalente a 920,000 000 libras esterlinas en 2021 ),  y 13 acres (5,3 ha) de terreno circundante por £ 15,000 adicionales (equivalente a £ 1,530,000 en 2021 ). Casi todo el terreno se abrió como el primer parque público de Warrington en 1873. Una calle principal, que lleva el nombre de Wilson Patten Street, corre paralela a la calle en la que se encuentra. Cuando se construyó la casa, estaba rodeada por un alto muro. En 1895 esto fue reemplazado por rejas de hierro y un buen juego de puertas.

## Arquitectura

### Exterior
La sala está construida en estilo palladiano y tiene tres plantas y cubierta de pizarra a cuatro aguas.  La fachada frontal (sur) tiene nueve bahías. La planta baja es de sillar rusticado, al igual que los tres vanos centrales, mientras que los tres vanos exteriores de cada lado son de ladrillo. El área central consta de un pórtico con cuatro grandes columnas compuestas adosadas de ¾ con un frontón con las armas de la familia Patten. Una escalera abierta de dos brazos, con balaustrada de hierro forjado, conduce a la entrada principal en el primer piso. El lado norte de la sala es enteramente de ladrillo y es más sencillo. Toda la casa está construida sobre una base hecha de bloques de escoria de cobre de la fundición de Patten. Las alas de servicio separadas tienen cada una 13 bahías y son similares entre sí. Sus tres vanos centrales tienen tres plantas y son de sillar rusticado mientras que los vanos laterales son de dos plantas y son de ladrillo.

### Interior
El vestíbulo de entrada es espacioso y contiene escudos de armas de la familia Patten, una chimenea de piedra y un suelo de mosaico. El piso reemplazó a uno de madera en 1902 y fue colocado por obreros italianos. Incluye las iniciales J. w P. por John Wilson Patten, L. W. por Lionel Whittle, era el secretario municipal en ese momento, T. L. por Thomas Longdin, el ingeniero municipal, y Q. V. para la reina Victoria. El antiguo gran salón y la sala de música se han combinado para formar la cámara del consejo. La antigua sala de descanso de damas y el comedor son ahora salas de juntas y la sala de lectura se utiliza como salón del alcalde. Hay dos escaleras similares con pasamanos de hierro forjado. Los marcos de las ventanas, que parecen de madera, están hechos de una combinación de cobre y hierro, pintados de blanco.

## Puertas del Parque

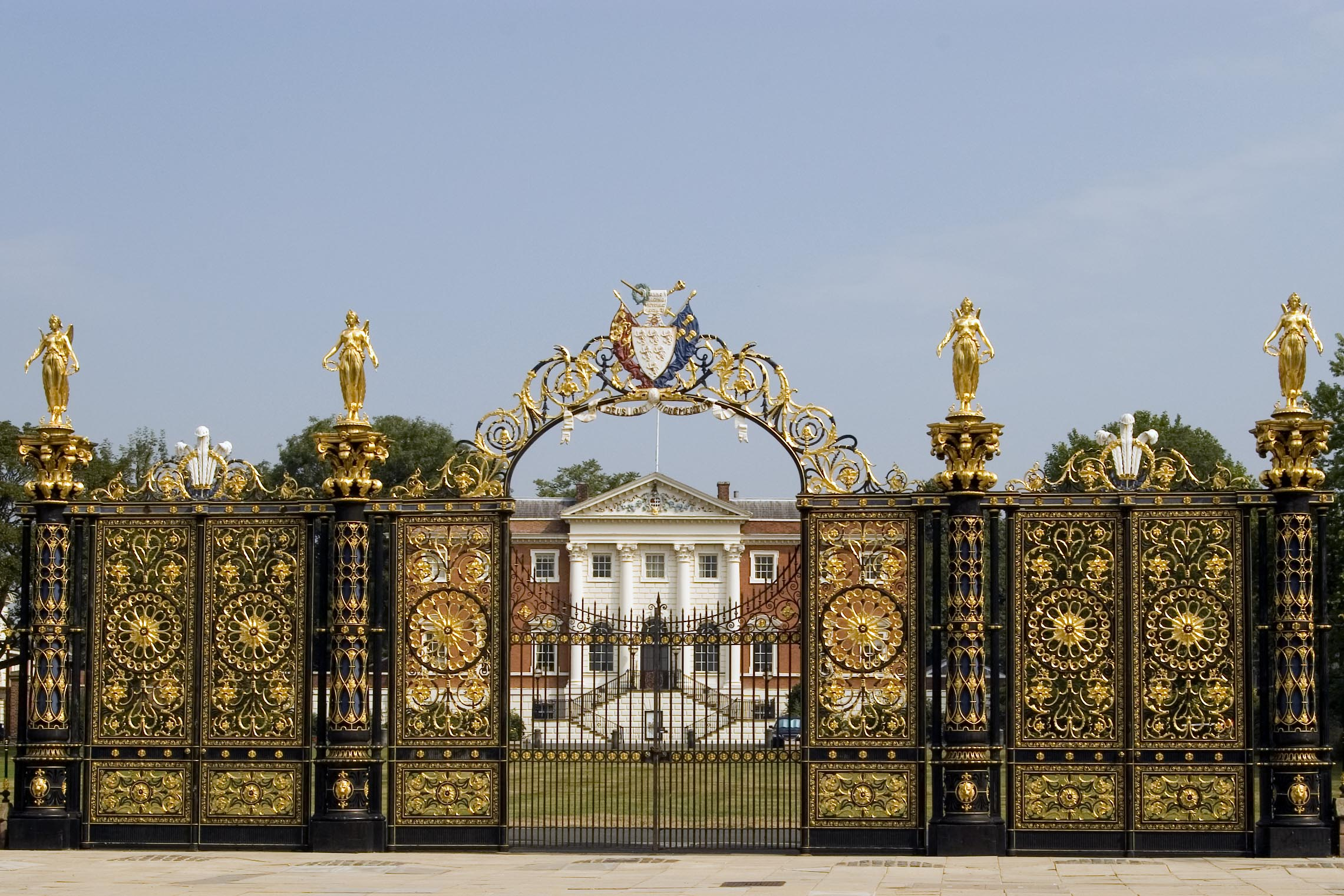
puertas del Parque

Las puertas fueron hechas en hierro fundido por Coalbrookdale Company en Ironbridge y se mostraron en la Exposición Internacional de Londres en 1862. Se cree que originalmente se encargaron como regalo a la reina Victoria, pero ella las rechazó. Fueron vistos en Ironbridge en 1893 por Frederick Monks, miembro del consejo, y los ofreció como regalo al Ayuntamiento de Warrington. Fueron inaugurados formalmente el 28 de junio de 1895. A cada lado de las puertas hay una pantalla ornamentada que contiene cuatro columnas. Encima de cada columna hay una estatua de Nike, la diosa de la victoria. En el centro del arco sobre la puerta están las armas del Ayuntamiento de Warrington. Las puertas, los pilares y las lámparas en los caminos este y oeste asociadas se enumeran en Grade II*. Inicialmente, el parque estaba rodeado por rejas de hierro, pero se quitaron en 1942 para proporcionar hierro para el esfuerzo de guerra.